# Relações entre Egito e Sudão
As relações entre Egito e Sudão são as relações diplomáticas estabelecidas entre a República Árabe do Egito e a República do Sudão. Ambos são vizinhos, com uma extensão de 1.273 km na fronteira entre os dois países. O Egito possui uma embaixada em Cartum e o Sudão possui uma embaixada no Cairo. Tanto o Egito como o Sudão têm uma longa história, inclusive com os dois países tendo criado um estado unificado em meados do século XX.

## Disputas territoriais
Há uma disputa sobre o Triângulo de Halayeb, uma área de terra pouco menos de 8.000 milhas quadradas na fronteira egípcio-sudanesa. As três cidades do triângulo, Halayeb, Abu Ramad e Shalateen, são administradas pelo Egito e são de grande importância estratégica. O Sudão reivindica a soberania desta área.